# Bartha László (építész)
Bartha László (Abony, 1934–) magyar építész. Az építésügyi miniszter az Építőipar Kiváló Dolgozója címmel jutalmazta.

## Szakmai pályafutása
Egyetemi évei alatt társadalmi ösztöndíjas szerződést kötött a Honvédelmi Minisztériummal, s mint főhadnagy itt kezdte meg szakmai tevékenységét. Ez évben a Szovjetunióba került, ahol óvóhelyek rendeltetésének, tervezésének és üzemeltetéséből oktatásában részesült. Ezen diplomájának megszerzése után a Honvédelmi Minisztérium LOT Műszaki Osztályára került, itt földalatti terek, tárolók, népgazdasági beruházások létesítményeiben betartandó életvédelmi szempontok kidolgozásával, tervezésével foglalkozott. E területen végzett munkájáért az építésügyi miniszter az "Építőipar Kiváló Dolgozója" címmel jutalmazta.
1976-ban a moszkvai Szovjet Hadsereg Akadémiáján az ottani életvédelmi létesítmények tervezését és üzemeltetését tanulmányozta. Hazatérését követően a 3-as METRO védelmi célú terveinek elkészítését irányította, és a Műszaki Osztályon osztályvezető helyettesi kinevezést kapott. 1985 óta szolgálati nyugállományban van, munkáját a honvédelmi miniszter elismeréssel méltatta.